# 浅岡朝泰
浅岡 朝泰（あさおか ともやす、1962年4月6日 - 2021年10月6日）は、東京都出身の元サッカー選手、サッカー指導者。現役時代のポジションはFW（右ウイング）、MF（右ウイングバック）、DF（右サイドバック）。

## 略歴
筑波大学卒業後、1985年より日本サッカーリーグ1部の日本鋼管サッカー部に入部。俊足を活かしたドリブル突破と正確なセンタリングが持味で、そのシーズンに新人ながらアシスト王を獲得した。
1985年から1987年シーズンまで3年連続リーグ戦2位、1986年度に天皇杯全日本サッカー選手権大会準優勝、1987年にJSLカップを制覇し、同サッカー部の上位進出に貢献した。また日本代表にも選出され、ソウルオリンピック予選など8試合に出場した。
1988年、サッカー日本代表に右ウイングバックとして選出され、同年にはブンデス・リーガ入りが報道されたが、読売サッカークラブへ移籍。同チームでは、フォワード、右サイドバックとして活躍した。1992年に右足靱帯断裂の怪我を負い、1993年に現役を引退。Jリーガーは叶わなかった。
1994年、第72回全国高校サッカー選手権大会のハイライト番組（日本テレビ系）に出演し、「浅岡朝泰のチェックでござる!!」と題した解説コーナーを担当した。
2003年より帝京大学可児高校サッカー部の総監督に就任した が、2004年に大腸癌が見つかり2007年まで闘病生活を送った。2007年より大阪商業大学大学院、2009年より岐阜大学大学院博士課程にそれぞれ進学した。2009年にはFC堺の監督を務めた。
2012年7月時点でヴィズミックモデルエージェンシー（名古屋事業部）FC disport(名古屋市、愛知郡周辺にてスクール展開)に所属していた。
2021年10月6日、59歳で死去。

## 所属クラブ
- 創価高校
- 1981年 - 1984年 筑波大学
- 1985年 - 1988年 日本鋼管
- 1988年 - 1991年 読売クラブ

## 個人成績
| 国内大会個人成績 | 国内大会個人成績 | 国内大会個人成績 | 国内大会個人成績 | 国内大会個人成績 | 国内大会個人成績 | 国内大会個人成績 | 国内大会個人成績 | 国内大会個人成績 | 国内大会個人成績 | 国内大会個人成績 | 国内大会個人成績 |
| 年度             | クラブ           | 背番号           | リーグ           | リーグ戦         | リーグ戦         | リーグ杯         | リーグ杯         | オープン杯       | オープン杯       | 期間通算         | 期間通算         |
| 年度             | クラブ           | 背番号           | リーグ           | 出場             | 得点             | 出場             | 得点             | 出場             | 得点             | 出場             | 得点             |
| 日本             | 日本             | 日本             | 日本             | リーグ戦         | リーグ戦         | JSL杯            | JSL杯            | 天皇杯           | 天皇杯           | 期間通算         | 期間通算         |
| ---------------- | ---------------- | ---------------- | ---------------- | ---------------- | ---------------- | ---------------- | ---------------- | ---------------- | ---------------- | ---------------- | ---------------- |
| 1985             | 鋼管             | 19               | JSL1部           | 21               | 2                | 1                | 0                | 0                | 0                | 22               | 2                |
| 1986-87          | 鋼管             | 19               | JSL1部           | 21               | 2                | 3                | 1                | 5                | 0                | 29               | 3                |
| 1987-88          | 鋼管             | 19               | JSL1部           | 21               | 2                | 4                | 1                | 2                | 0                | 27               | 3                |
| 1988-89          | 読売             | 23               | JSL1部           | 16               | 2                | 3                | 0                | 3                | 1                | 22               | 3                |
| 1989-90          | 読売             | 23               | JSL1部           | 22               | 0                | 3                | 0                | 4                | 0                | 29               | 0                |
| 1990-91          | 読売             | 2                | JSL1部           | 1                | 0                | 0                | 0                | 1                | 0                | 2                | 0                |
| 通算             | 日本             | 日本             | JSL1部           | 102              | 8                | 14               | 2                | 15               | 1                | 131              | 11               |
| 総通算           | 総通算           | 総通算           | 総通算           | 102              | 8                | 14               | 2                | 15               | 1                | 131              | 11               |

・JSLオールスターサッカー　1回出場（1987年）

その他の公式戦
- 1989年
  - アジア・アフリカクラブ選手権 1試合0得点
- 1990年
  - コニカカップ 5試合1得点

## 受賞歴
- 1985年 アシスト王、JSLシルバーボール賞、年間優秀11人賞、報知ベストイレブン

## 代表歴
- 日本ユース代表
  - 1981年AFCユース選手権
- ユニバーシアード日本代表
  - 1985年夏季ユニバーシアード
- 日本代表
  - 1987年ソウルオリンピック予選

### 試合数
- 国際Aマッチ 8試合 0得点(1987-1989)[1]

| 日本代表 | 国際Aマッチ | 国際Aマッチ | その他 | その他 | 期間通算 | 期間通算 |
| 年       | 出場        | 得点        | 出場   | 得点   | 出場     | 得点     |
| -------- | ----------- | ----------- | ------ | ------ | -------- | -------- |
| 1987     | 1           | 0           | 7      | 3      | 8        | 3        |
| 1988     | 5           | 0           | 4      | 0      | 9        | 0        |
| 1989     | 2           | 0           | 6      | 0      | 8        | 0        |
| 通算     | 8           | 0           | 17     | 3      | 25       | 3        |

### 出場
| No. | 開催日         | 開催都市   | スタジアム                 | 対戦相手         | 結果 | 監督     | 大会             |
| --- | -------------- | ---------- | -------------------------- | ---------------- | ---- | -------- | ---------------- |
| 1.  | 1987年04月12日 | 東京都     | 国立霞ヶ丘競技場陸上競技場 | シンガポール     | ○1-0 | 石井義信 | オリンピック予選 |
| 2.  | 1988年01月27日 | ドバイ     |                            | アラブ首長国連邦 | △1-1 | 横山謙三 | 国際親善試合     |
| 3.  | 1988年01月30日 | アブダビ   |                            | アラブ首長国連邦 | ●0-2 | 横山謙三 | 国際親善試合     |
| 4.  | 1988年02月02日 | マスカット |                            | オマーン         | △1-1 | 横山謙三 | 国際親善試合     |
| 5.  | 1988年06月02日 | 愛知県     | 名古屋市瑞穂公園陸上競技場 | 中華人民共和国   | ●0-3 | 横山謙三 | キリンカップ     |
| 6.  | 1988年10月26日 | 東京都     | 国立霞ヶ丘競技場陸上競技場 | 韓国             | ●0-1 | 横山謙三 | 日韓定期戦       |
| 7.  | 1989年01月20日 | テヘラン   |                            | イラン           | △2-2 | 横山謙三 | 国際親善試合     |
| 8.  | 1989年05月05日 | ソウル     |                            | 韓国             | ●0-1 | 横山謙三 | 日韓定期戦       |